# Herb Kobyłki
Herb Kobyłki – jeden z symboli miasta Kobyłka w postaci herbu.

## Wygląd i symbolika
Herb przedstawia tarczę dwudzielną w pas. Pole górne – złote zajmuje jedną trzecią tarczy, pole dolne, błękitne – dwie trzecie. W górnym polu umieszczony jest wizerunek czerwonego konia między dwoma ornamentami (potrójne zielone liście dębu z dwoma żołędziami). W dolnym polu umieszczony jest wizerunek srebrnego kościoła o dwóch wieżach zakończonych czerwonymi dachami ze złotymi krzyżami.
- Żółty pas (na górze herbu) nawiązanie do motywu z pasów kontuszowych, jakie produkowano w XVIII wieku w Kobyłce.
- Srebrny kościół nawiązuje do osiemnastowiecznego kościoła św. Trójcy.
- Koń (kobyła) nawiązuje do targów końskich, które niegdyś odbywały się w Kobyłce (stąd też nazwa).
- Żołędzie symbolizują dąb, świadczący o władzy i potędze.

## Historia
Poprzedni herb przedstawiał w błękitnej tarczy herbowej dwie rzeźbione głowy końskie barwy złotej na wspólnym stylisku, nad którymi fragment koła zębatego barwy czarnej.